# Кедровая (приток Томи)
Кедровая — река в России, протекает по Новокузнецкому и Беловскому районам Кемеровской области. Устье реки находится в 497 км от устья Томи по левому берегу. Длина реки составляет 10 км.

## Данные водного реестра
По данным государственного водного реестра России, относится к Верхнеобскому бассейновому округу, водохозяйственный участок реки — Томь от города Новокузнецк до города Кемерово, речной подбассейн реки — Томь. Речной бассейн реки — (Верхняя) Обь до впадения Иртыша.